# Ogașu Pepinierii
Ogașu Pepinierii este un curs de apă, afluent al râului Sohodol. 

## Hărți
- Harta județului Hunedoara
- Harta Munții Șureanu  Arhivat în 11 mai 2012, la Wayback Machine.
- Harta Munților Retezat  Arhivat în 10 iulie 2012, la Wayback Machine.